# Ruptiliocarpon caracolito
Ruptiliocarpon caracolito är en tvåhjärtbladig växtart som beskrevs av B.E. Hammel och N.A. Zamora. Ruptiliocarpon caracolito ingår i släktet Ruptiliocarpon och familjen Lepidobotryaceae. Inga underarter finns listade.